# Frank G. Ashbrook

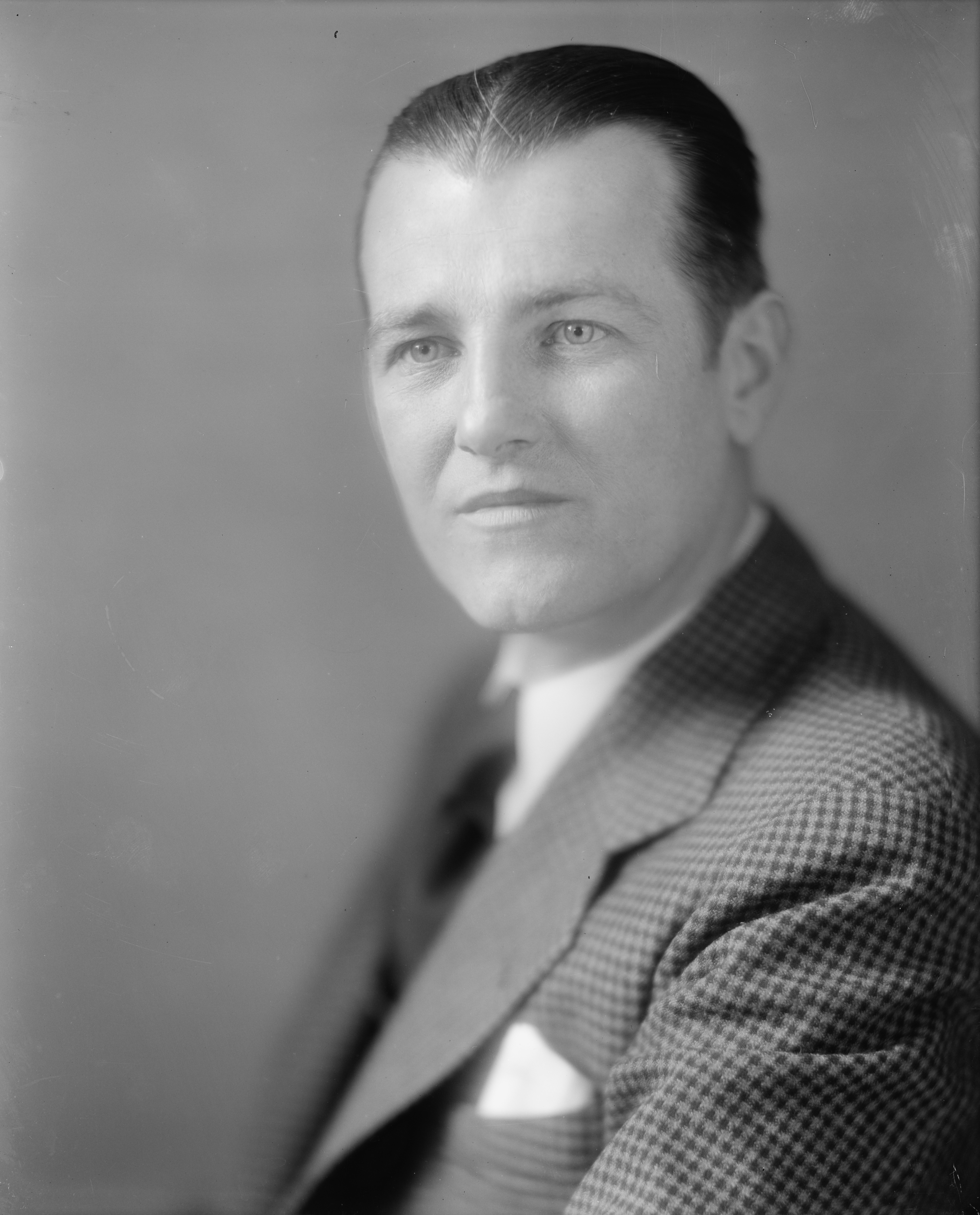
Frank G. Ashbrook

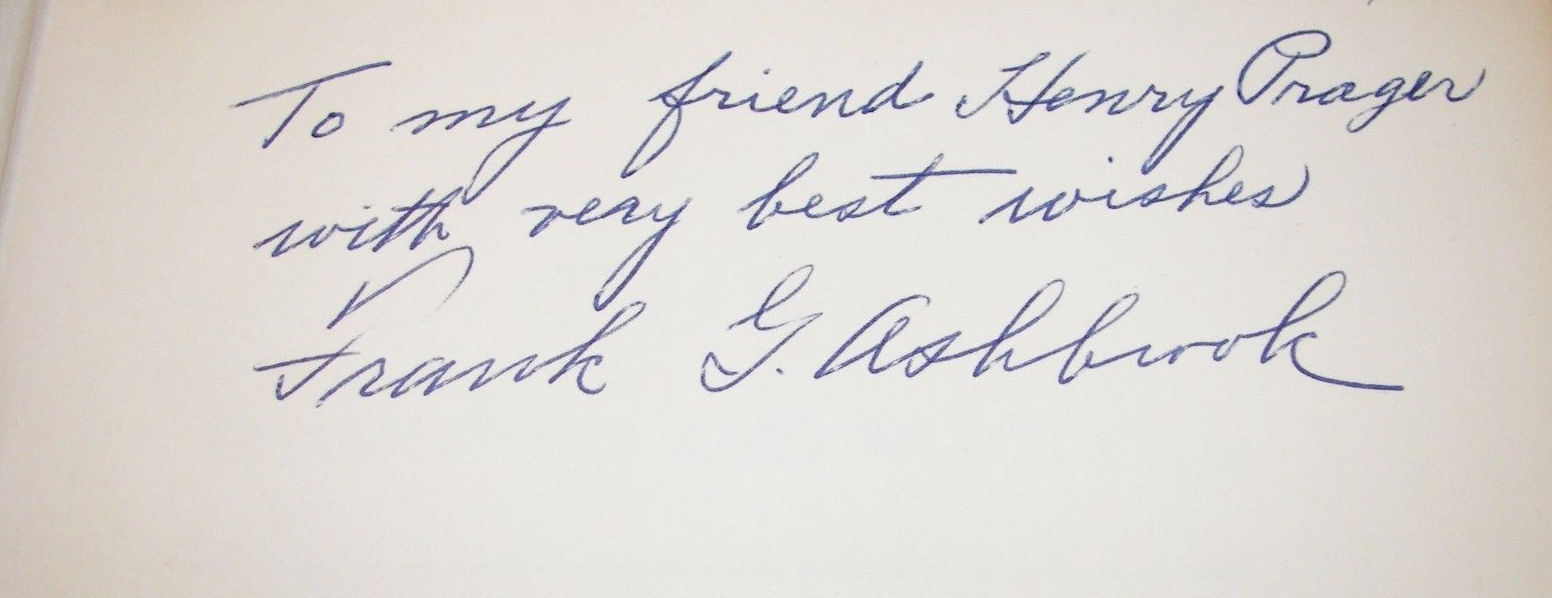
Widmung mit Unterschrift
„Frank G. Ashbrook“

Frank G. (Getz) Ashbrook (* 2. Oktober 1892; † 15. September 1966) war ein amerikanischer Säugetierforscher und Fachautor. Er galt als einer der besten Kenner nicht nur der amerikanischen, sondern auch der internationalen Pelztierforschung.

## Allgemein
Als die Pelzpreise Ende der 1890er und Anfang des 20. Jahrhunderts zu steigen begannen und eine Erschöpfung des natürlichen Bestandes drohte, fing das Bureau of Biological Survey des US-Landwirtschaftsministeriums an sich für die Produktion von Pelztieren zu interessieren. 1911 schlug man dort vor, dass der Smithsonian National Zoological Park in Washington D. C., Experimente zur Zucht von Nerzen durchführt, und Versuchsstationen und Forschungsprojekte veranlasst wurden. 1938 wurden kooperative Forschungsprojekte begonnen und Untersuchungen zum Haaraufbau der Pelztiere eingeleitet. In den Jahren 1946 bis 1947 wurden die Aufgaben in Bezug auf die Zucht, Produktion und Vermarktung von im Inland gezüchteten Pelztieren der Abteilung für Tierhaltungsforschung des Landwirtschaftsministeriums (Animal Husbandry Research Division of the Department of Agriculture) aufgetragen.

## Wissenschaftliche Karriere
Frank G. Ashbrook erwarb an der Landwirtschaftlichen Fakultät der University of Pennsylvania den Grad eines Bachelor of Science. 1914 wurde er zum Junior Animal Husbandman (etwa: Junior Landwirt) im US-Landwirtschaftsministerium ernannt. Im Jahr 1923 wurde Ashbrook für die Pelztierversuchsstation in Saratoga Springs verantwortlich und 1924 für die neu organisierte Abteilung für Pelzressourcen. In Pelztierzüchterkreisen wurde er durch sein 1928 erschienenes Werk „Fur Farming for Profit“ bekannt.
Im Jahr 1930 wurde Ashbrook durch Außenminister Henry L. Stimson zum Generalkommissar bestellt, um die Vereinigten Staaten beim Welt-Pelz-Kongress anlässlich der Internationalen Pelzfach-Ausstellung in Leipzig zu vertreten und die amerikanische Ausstellungskommission zu leiten. Auf dem Kongress wurde ein Film über die Silberfuchszucht vorgeführt, den Ashbrook beim Biologischen Institut des amerikanischen Landwirtschafts-Departments ausgearbeitet hatte. Er hielt sich mehrere Monate in dem damaligen Welt-Pelzhandelszentrum, dem Leipziger Brühl, auf. Philipp Manes, ein von den Nationalsozialisten ermordeter Mitorganisator des Pelzkongresses, erinnerte sich an Ashbrook als „ein jüngerer, fixer, lebendiger Mann, der überall dabei war, mit seinem Humor schnell jedes Fremdsein überwand und uns viel vom amerikanischen Rauchwarenhandel in den beabsichtigten Maßnahmen der Regierung erzählte, die besonders an den Beschlüssen des Kongresses interessiert sei. Amerika wäre gezwungen, um seinen Tierbestand zu erhalten, Gesetze zum Schutz zu erlassen, und dazu sollten die Verhandlungen hier die Grundlage schaffen.“
1942 beriet Ashbrook das Kriegsministerium bei der Verwendung von Pelzen während des Krieges. Er wechselte nach dem Erlass des Reorganization Act von 1939, einem Bundesgesetz, zum Innenministerium und wurde 1949 Zivilist für Wildfur Animal Investigations, Abteilung für Wildtierforschung, Fisch- und Wildtierservice. Nach dem Zweiten Weltkrieg verfasste er einige Kochbücher zum Thema Kochen mit Fleisch und Fisch, insbesondere von Wildbret. 1953 wurde er als erster außerhalb der Pelzbranche zum „Pelzmann des Jahres“ gewählt. Er blieb bis zum Ende seiner Berufszeit beim Fish and Wildlife Service, ein Nachfolger von Biological Survey.
Am 28. Februar 1957 ging Ashbrook nach einer Dienstzeit von 42 Jahren in den Ruhestand.

## Privat
Frank G. Ashbrook, geboren in Philadelphia, 1940 wohnhaft in Montgomery County (Maryland), war verheiratet mit Carolyn McKinley Ashbrook.

## Werke (Auswahl)
- Castration of young pigs. U.S. Department of Agriculture, 1916
- Swine Management. Zusammen mit George McCullough Rommel, U.S. Government Printing Office, 1922
- Trade Routes of the Fur Industry. Zusammen mit David C. Mills, 1924
- Blue-Fox Farming in Alaska. U.S. Department of Agriculture, 1925
- A Preliminary Study of Statistical Data on Fur Resources and the Fur Trade. Zusammen mit Horace J. McMullen, 1925
- Mink Raising. United States Department of Agriculture, 1927
- Fur Farmer for Profit. Verlag Macmillan, erstmals 1928
- The Normal Breeding Season and Gestation Period of Martens. U.S.Department of Agriculture, 1930
- Furry Friends. United States Department of Agriculture, 1930er Jahre
- The Red Book of Birds. Whitman Publishing Company, 1931
- Marking Wild Animals For Identification. 1936
- Cooking Wild Game: Meat from Forest, Field and Stream and How to Prepare It for the Table, 432 Recipes. Zusammen mit Edna N. Sater, Orange Judd Publishing Company, 1945
- How To Raise Rabbits for Food and Fur. Orange Judd Publishing Co., 1946
- Raising Small Animals for Pleasure and Profit. D. van Nostrand Company, Inc., 1951
- Furs, Glamorous and Practical. D. van Nostrand Company, Inc., 1954 (→ Inhaltsverzeichnis)
- Butchering, Processing and Preservation of Meat (Kochbuch). Verlag Van Nostrand 1955, ISBN 978-94-011-7898-3